# 代頓鎮區 (密歇根州紐威哥縣)
代頓鎮區（英語：Dayton Township）是位於美國密歇根州紐威哥縣的一個行政鎮區。

## 地方資料
代頓鎮區的面積為88.50平方千米，當中陸地面積為87.60平方千米，而水域面積為0.90平方千米。根據2020年美國人口普查的數據，當地共有人口1994人，而人口密度為每平方千米22.53人。